# Josip Sabol
Josip Sabol (Hodošan, 5. ožujka 1938.) hrvatski je katolički svećenik, teolog i dobrotvor.

## Životopis
Rođen je u Hodošanu 1938. godine. Studirao je u Zagrebu, Rimu, Münchenu i Darmstadtu. Godine 1965. u Rimu je zaređen za svećenika Zagrebačke nadbiskupije. Doktorirao je iz područja moralne teologije. Godine 1970. vraća se u Zagreb i počinje predavati na Katoličkom bogoslovnom fakultetu u Zagrebu. Sljedeće godine odlazi u Darmstadt na studij socijalno-političkih znanosti. U Darmstadtu djeluje kao profesor etike, filozofije religije i socijalnih znanosti, najprije na Pedagoškoj Akademiji, a kasnije i na klasičnoj gimnaziji. Istovremeno, kao gostujući predavač, na Bogoslovnom fakultetu u Zagrebu predaje pastoralnu sociologiju.

## Djela
Knjige
- Sloboda i odgovornost : kršćanski pogledi na značajnija pitanja našeg vremena (2001.)[1]
- Devetnica priprave za proslavu Svete Nedjelje u Ludbregu : 600 godina ludbreškog euharistijskog čuda (2011.)[2][3]

Članci (izbor)
- Kolegijalna i komunitarna narav novozavjetnog svećeništva, Bogoslovska smotra 1/1971. (elektronička inačica  Arhivirana inačica izvorne stranice od 29. prosinca 2021. (Wayback Machine))
- Ženidba kao društvena ustanova, Bogoslovska smotra 1-2/1979. (elektronička inačica  Arhivirana inačica izvorne stranice od 3. siječnja 2022. (Wayback Machine))
- Glad suvremenog čovjeka za etičkim vrednotama, Bogoslovska smotra 2-3/1980. (elektronička inačica  Arhivirana inačica izvorne stranice od 29. prosinca 2021. (Wayback Machine))
- Katolička društvena nauka i međunarodni privredni sistem, Bogoslovska smotra 3/1982. (elektronička inačica  Arhivirana inačica izvorne stranice od 29. prosinca 2021. (Wayback Machine))
- Sociološki vid starosti, Bogoslovska smotra 4/1983 (elektronička inačica  Arhivirana inačica izvorne stranice od 29. prosinca 2021. (Wayback Machine))
- Fenomen kulture jučer, danas, sutra, Bogoslovska smotra 3-4/1985. (elektronička inačica  Arhivirana inačica izvorne stranice od 29. prosinca 2021. (Wayback Machine))
- Kršćanin i Crkva u marksističkoj akulturaciji, Bogoslovska smotra 3-4/1985. (elektronička inačica  Arhivirana inačica izvorne stranice od 29. prosinca 2021. (Wayback Machine))
- Suvremene socio-političke teorije i ideologije, Bogoslovska smotra 3-4/1989.(elektronička inačica  Arhivirana inačica izvorne stranice od 29. prosinca 2021. (Wayback Machine))
- Jugoslavensko društveno uređenje u svjetlu socijalne nauke Crkve, Bogoslovska smotra 3-4/1989. (elektronička inačica  Arhivirana inačica izvorne stranice od 29. prosinca 2021. (Wayback Machine))
- Težnja prema evropskom ujedinjenju i težnja prema regionalizmu, Bogoslovska smotra 3-4/1992. (elektronička inačica  Arhivirana inačica izvorne stranice od 29. prosinca 2021. (Wayback Machine))
- Pluralizam etika i etika pluralizma : izazov moralnoj teologiji : problemska skica, Bogoslovska smotra 4/1996. (elektronička inačica  Arhivirana inačica izvorne stranice od 29. prosinca 2021. (Wayback Machine))
- Crkva u suvremenom hrvatskom društvu : novi izazovi i nove mogućnosti, Riječki teološki časopis 1/1998.
- Crkva - subjekt kritike društva i društvenih zbivanja, Blaženi Alojzije Stepinac 3/2002.  Arhivirana inačica izvorne stranice od 29. prosinca 2021. (Wayback Machine) str. 66-68
- Slobodni smo, Spectrum 1-2/2012. (elektronička inačica)

## Zaklada prof. dr. Josip Sabol
Godine 2013. Josip Sabol je utemeljio zakladu za unaprjeđenje humanog i kršćanskog dostojanstva svakog čovjeka u društvu, te znanstvenog, umjetničkog i kulturnog razvoja društva. Zaklada dodjeljuje stipendije i novčane potpore srednjoškolcima, studentima i humanitarnim udrugama s područja Varaždinske biskupije i Međimurske županije. 

## Vanjske poveznice
Mrežna mjesta
- Zaklada prof. dr. Josip Sabol, službeno mrežno mjesto
- Dr. Josip Sabol, tekstovi u Glasu Koncila
- Josip Sabol, tekstovi na portalu Hrvatskog kulturnog vijeća